# مای لینگ سو
مای لینگ سو (انگلیسی: May Ling Su؛ زاده ۱ مارس ۱۹۷۳) یک بازیگر پورنوگرافی است.